# 성 바르톨로메오 축일의 학살

개신교 신도들을 학살하는 로마 가톨릭 신도들 (프랑수아 뒤부아 그림)

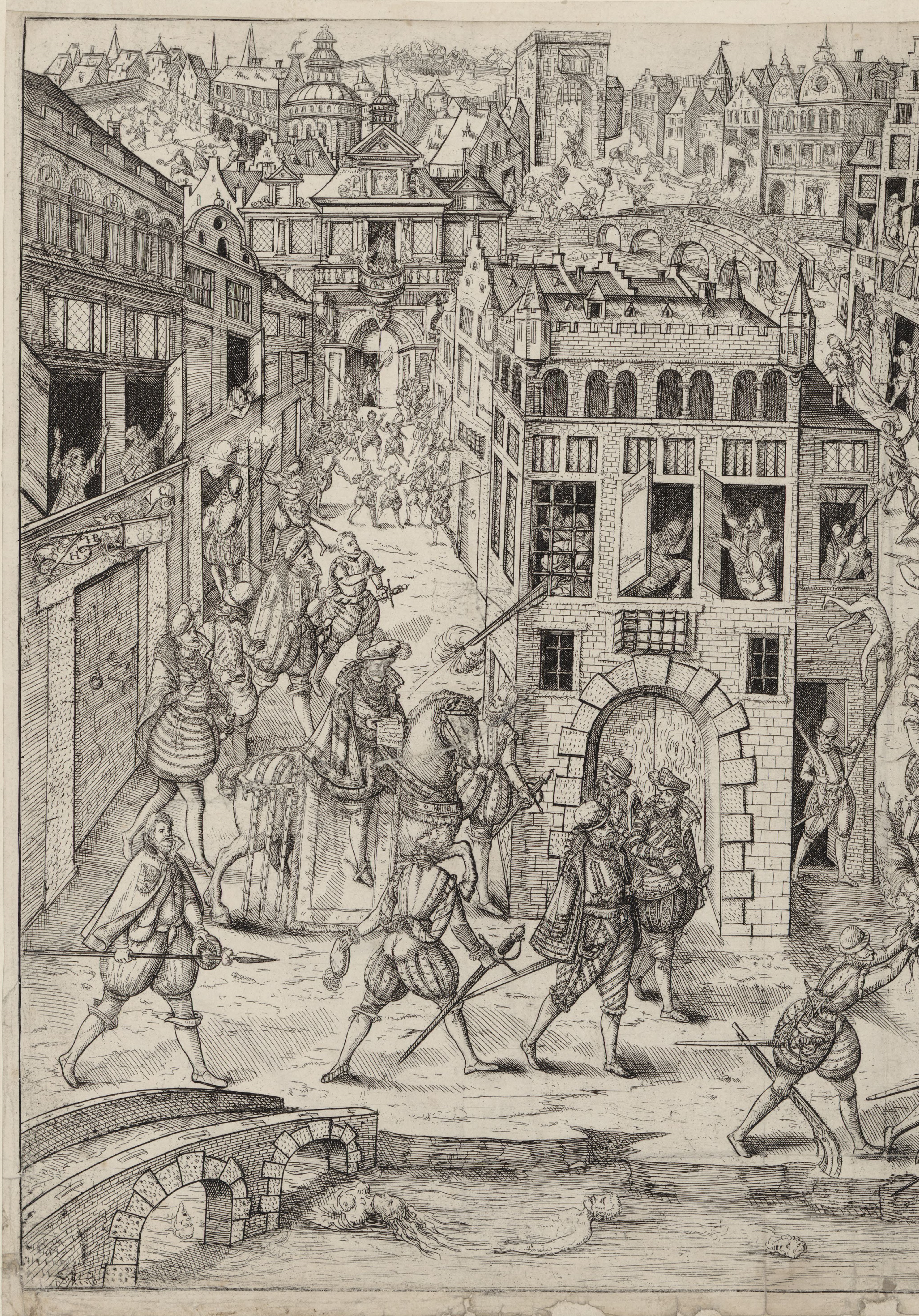
성 바르톨로메오 축일의 학살 판화(Gravure allemande)

성 바르톨로메오 축일 학살(프랑스어: Massacre de la Saint-Barthélemy)은 기독교의 역사상 1572년 8월 24일(성 바르톨로메오의 축일)
부터 10월까지 있었던, 로마 가톨릭교회 추종자들이 위그노 즉 프랑스 개신교도들을 학살한 사건을 가리킨다. 샤를 9세 때 어머니인 메디치 가의 카타리나가 아들을 위하여 후견 정치를 하고 있었고, 프로테스탄트들의 지도자인 나바라의 앙리와 샤를 9세의 누이와의 결혼으로 화해의 길이 바야흐로 열리려고 하였다. 그런데 카타리나와 기즈 가의 사람들은 1572년 8월 23-24일 바르톨로메오 축일 밤에 참석한 위그노파들을 살해하는 무서운 계획을 시도하기 위하여 이 기회를 이용하였다. 특히 콜리니도 희생으로 쓰러진 이 “파리의 유혈 결혼식”에 이어, 지방에서 위그노파에 대한 대량 학살이 잇달았다. 희생자의 수는 약 3만명에서 7만명으로 추산되고 있다. 그 사건은 세계 역사상 가장 무서운 범죄 중 하나로 낙인찍을 수밖에 없었다.
이 소식은 곧 유럽으로 전파되었다. 신실한 가톨릭교도였던 당시 신성 로마 제국의 황제 막시밀리안 2세까지도 이 소식을 듣고 공포를 금치 못했다고 한다.
영국은 엘리자베스 여왕이 상복을 입고 이들의 죽음을 애도하였다고 한다. 제네바에서는 이 비통한 소식을 듣고 금식을 선포하였다.

## 교황의 축하

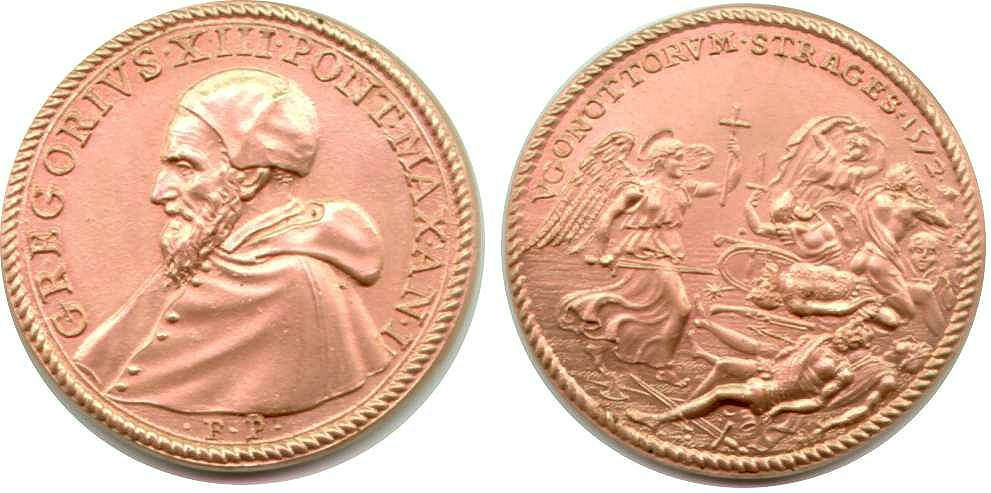
성 바르톨로메오 축일의 학살을 기념하여 로마 교황 그레고리 13세가 제작한 메달)

교황 그레고리오 13세는 이 학살의 날을 축하하여 ‘하느님께 찬양’이란 뜻의 ‘떼 데움’(Te Deum)이라는 성가를 부르도록 명하였고 특별 감사의 미사를 집전하였다. 뿐만 아니라 이날을 기념하여 기념 메달을 주조하였다. 그러나 방금 교황이 된 그레고리오 13세(1572년 5월 13일 임명)가 '테 데움'을 노래하였다면, 그것은 단지 그에게 위그노파에 대한 승리만이 보고되었기 때문이다. 또 로마에서는 축제 분위기 속에서 3일간 불을 끄지 않았다고 한다.

## 교황청의 인정
로마 가톨릭교회는 이 학살 사건에 가톨릭교회가 개입되었음을 끝까지 부인해 왔다. 그러다가 1997년 8월 23일 교황 요한 바오로 2세가 가톨릭 청소년 축제 강론에서 처음으로 이 사건에 가톨릭교회가 개입되었음을 인정했다. 교황 요한 바오로 2세는 "오직 용서만이 결실있는 대화에 이르게 할 수 있다."며 관용을 촉구했다.

## 문화적인 배경
- 라파엘전파의 화가, 존 에버릿 밀레이의 "위그노 교도" 그림.
- 자코모 마이어베어의 오페라 위그노 교도들도 참조.
- 여왕 마고

## 같이 보기
- 마그데부르크 약탈

## 참고 자료
- Denis Crouzet : Les Guerriers de Dieu. La violence au temps des troubles de religion vers 1525-vers 1610, Champvallon, 1990 (ISBN 2-87673-094-4), La Nuit de la Saint-Barthélemy. Un rêve perdu de la Renaissance, Fayard, coll. « Chroniques », 1994 (ISBN 2-213-59216-0) ;
- Jean-Louis Bourgeon : L'assassinat de Coligny, Genève, Droz, 1992. Charles IX devant la Saint-Barthélemy, Droz, coll. « Travaux d'histoire éthico-politique », 1995 (ISBN 2-600-00090-9) ;
- Janine Garrisson, 1572 : la Saint-Barthélemy, Complexe, 2000 (ISBN 2-87027-721-0).